# Papa Jack Laine
Papa Jack Laine (New Orleans, 1873. szeptember 21. – Jackson, 1966. június 1.) zenekarvezető.

## Pályakép

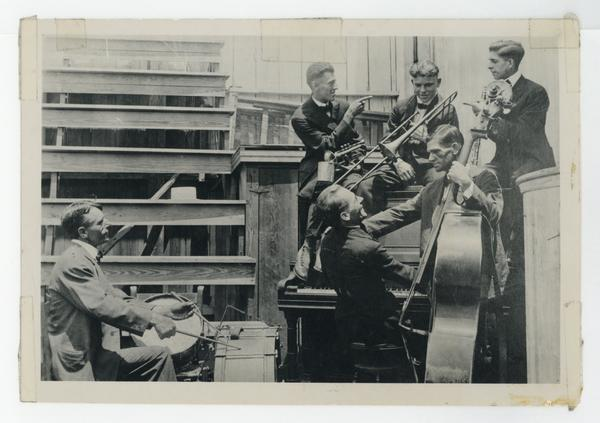
Baloldalon Laine maga dobol.
Zongora: Jules Reiner, bőgő: Herman Ragas, trombita: Alfred „Pantsy” Laine, harsona: George Brunies, klarinét: Charlie Cordilla.
A fénykép magától Jack Laine-től származik.

A dzsesszt az 1910-es, -20-as években az Amerikai Egyesült Államokban először terjesztő New Orleans-i zenészek közül sokan Laine utcán masírozó zenekarában kezdtek, köztük az Original Dixieland Jass Band tagjai is.
Papa Jack Laine az egyik dzsesszúttörő volt; zenekarvezető New Orleansban a spanyol-amerikai háború idejétől az első világháborúig. Becsülték sok olyan zenész képzése okán, akik később sikeresek lettek a dzsesszzenében.
Együttese, a Laine's Reliance Brass Band volt az első zenekar, amely egyesítette az európai, afrikai és latin zenét. A legkorábbi dzsesszzenészek − szinte mind − Reliance Brass Bandben játszott, vagy olyanok befolyásolták őket, akik korábban már játszottak ott.
George Laine eredetileg dobos volt, de inkább a zenekarok szerződtetésével és a hangszereléssel és szerzett képességei miatt lett ismert. Zenészei között voltak New Orleans számos etnikai csoportjának tagjai: afroamerikai, angol, francia, német, ír, olasz, zsidó, latin-amerikai, skót stb. személyelyek.
Laine 1885-ben kezdett zenekarokat vezetni, mielőtt a Jim Crow-törvények hatályba léptek volna New Orleansban. Zenekararai tagjainak sokszínű háttere miatt az ötletek széles skálája fejlődött ki és olvadt össze, ami a korai dzsesszzene kezdeteihez vezetett el.
Még azután is, hogy a szegregációs törvények elkezdték megkövetelni a „fehérek” és a „színesek” elkülönítését, Laine továbbra is felfogadott afroamerikai zenészeket, azt állítva, hogy azok kubaiak vagy mexikóiak. Ezért a zenekara olyan nagy és sokszínű embereket vonzott, mint például a mexikói klarinétművész, Lorenzo Tio senior, a úttörő dzsesszszólista.
Laine úgy gondolta, hogy a zene egyesíti az embereket.
Laine 1920-ra visszavonult a zenei üzlettől. Számos interjút készítettek vele, ezekben első kézből számolt be a New Orleans-i dzsessz fejlődésének korai napjairól. 1951. január 1-jén Laine-t Honorary Life Membernek választották, és a New Orleans Jazz Clubtól „Father of White Jazz” címet kapott.
Laine zenészei (akik játszottak zenekaraiban):
- Chink Martin Abraham
- Achille Baquet
- Abbie Brunies
- George Brunies
- Merritt Brunies
- Emile Christian
- Frank Christian
- Eddie Edwards
- Nick LaRocca
- Gussie Mueller
- Alcide Nunez
- Alphonse Picou
- Larry Shields
- Henry Ragas
- Tony Sbarbaro

## Lemezek
- MusicBrainz

## Fordítás
- Ez a szócikk részben vagy egészben  a   Papa Jack Laine című angol Wikipédia-szócikk ezen változatának fordításán alapul.  Az eredeti cikk szerkesztőit annak laptörténete sorolja fel. Ez a jelzés csupán a megfogalmazás eredetét és a szerzői jogokat jelzi, nem szolgál a cikkben szereplő információk forrásmegjelöléseként.